# Михайлов, Фёдор Кузьмич
Михайлов Фёдор Кузьмич — советский историк. доктор исторических наук, участник Великой Отечественной Войны, ветеран КПСС. Работал в Институте истории, археологии и этнографии АН Казах. ССР. Родился 17 февраля 1904 года в селе Тамбовка, Новоузеньского уезда, Самарской губернии, умер 6 сентября 2002 года в Алма-Ате.

## Биография
Родился в крестьянской семье. Во время голода в Поволжье в 1921 году, родители переселились в Чимкент. Трудовую жизнь начал батраком, но затем вступил в ВЛКСМ и начал работать по партийной и советской линии. Член КПСС с 1925 года. В разные годы работал уполномоченным Сеноцентра по Алма-Атинской области, директором Михайловской МТС в Павлодарской области, заведующим общим отделом Южно-Казахстанского облисполкома, заведующим коммунальными хозяйствами Южно-Казахстанской и Семипалатинской областей, инструктором Алма-атинского обкома ВКП(б).
В июне 1942 года был призван Сталинским РВК г. Алма-Аты и направлен на учебу на автобронетанковый факультет Военно-политической Академии им. В. И. Ленина, которая была эвакуирована в г. Белебей (Башкирия). С декабря 1943 года и до конца службы воевал в должности заместителя по политической части командира 3-го танкового батальона 41-й гв. танковой бригады, 7-го Механизированного корпуса. Воевал в Молдавии, Румынии, Венгрии, Болгарии и Чехославакии. Был дважды контужен, легко ранен 25.08.44, тяжело ранен 16.04.45 в Чехословакии. Награжден двумя орденами Красного Знамени (17.12.44 , 30.05.45), орденом Отечественной войны II степени (25.11.44) и орденом Красной Звезды (06.01.45). Медалями за освобождение Будапешта и Праги. В 1985 году награжден орденом Отечественной войны I степени в честь 40-летия Победы.

### Научная деятельность
В 1949 году окончил исторический факультет Казахского педагогического института. В 1946—1954 годах — зав Сектором научной пропаганды Академии Наук Каз ССР. В 1954-74 году младший, а в 1975-85 старший научный сотрудник Института истории, археологии и этнографии АН Казах. ССР. Доктор исторических наук. В 1956 году защитил кандидатскую, а в 1977 году докторскую диссертацию. Основные научные труды посвящены проблемам аграрной истории Казахстана, в том числе освоению целины, а также истории совхозного строительства и профтехобразования Казахской ССР. Автор множества научных публикаций в журналах и сборниках, а также нескольких книг: «Профессионально-техническое образование в Казахстане» (1962); «Народное движение за освоение целинных земель в Казахстане» (совместно с И. Ш. Шамшатовым) (1964); «Совхозное строительство в Казахстане (1946—1979 гг.)» (1973). Один их авторов пятитомной «Истории Казахской ССР»(1980).

### О нём
В историко-автобиографической книге однополчанки Ирины Николаевны Левченко «Повести о военных годах», Ф. К. Михайлов выведен под фамилией Максимов, но под своим отчеством — Кузьмич. «Выступал ли Кузьмич на партийном собрании, отдавал ли какое-то распоряжение — во всех случаях на первом месте был командир, его авторитет, его воля. Сам Кузьмич неизменно оставался в тени. Понимание своего партийного долга, свои обязанности замполита капитан Максимов видел не в чванливом афишировании собственных заслуг, а в чести и боевой славе батальона. Так жизнь вторично свела меня с комиссаром фурмановского типа.»
Кроме того, капитан Михайлов мелькает в произведении ещё одного однополчанина Т. С. Шустова «Записки танкового техника».

### Основные труды
Михайлов Ф. К. Профессионально-техническое образование в Казахстане, М.: «Профтехиздат», 1962
Михайлов Ф. К., Шамшатов И. Ш. Народное движение за освоение целинных земель в Казахстане, А-Ата; издательство Академии наук Каз. ССР, 1964 https://search.rsl.ru/ru/record/01006352717
Михайлов Ф. К. Совхозное строительство в Казахстане (1946—1979 гг.) — А-Ата: «Наука», 1973 https://rusneb.ru/catalog/000199_000009_007371751/
«История Казахской ССР» в 5 томах — А-Ата: «Наука» 1980 (в составе группы авторов) https://mylibrary.kz/istorija/istoriya-kazahskoj-ssr-s-drevnejshih-vremen-do-nashih-dnej-v-pyati-tomah-tom-v-a-n-nusunbekov/